# Jangamural, Muddebihal
Jangamural là một làng thuộc tehsil Muddebihal, huyện Bijapur, bang Karnataka, Ấn Độ.